# Valeriy Dmitriyev
Valeriy Dmitriyev, né le 10 octobre 1984 à Almaty, est un coureur cycliste professionnel kazakh, ancien membre de l'équipe Astana. Le 1er décembre 2010, il met un terme à sa carrière pour cause de manque de résultats à haut niveau.

## Palmarès
- 2002
  - 3e étape du Tour du Pays de Vaud
- 2004
  - 3e étape du Tour des régions italiennes
  -  Médaillé de bronze du championnat d'Asie sur route
- 2005
  - Classement général du Tour de Grèce
- 2006
  - 5e étape du Tour d'Égypte
  - 3e du Tour d'Égypte
- 2008
  - 3e du Tour de Navarre

## Classements mondiaux
| Année           | 2005 | 2006 | 2007 | 2008 |
| --------------- | ---- | ---- | ---- | ---- |
| UCI Africa Tour |      | 28e  |      |      |
| UCI Asia Tour   |      | 209e |      | 249e |
| UCI Europe Tour | 309e |      | 967e | 455e |